# Nemesis (hvězda)
Nemesis („hvězda smrti“, podle řecké bohyně pomsty a odplaty Nemesis) je astronomický koncept, který vzešel z pozorování domnělé cykličnosti masových vymírání v dějinách života na Zemi, odkrytých v geologickém záznamu. Tento koncept je jednou z hypotéz, která má toto pozorované vymírání vysvětlit. Podle paleontologů Davida M. Raupa a Jacka Sepkoskiho, kteří s ideou v roce 1983 přišli, může za pravidelně se opakující vymírání s periodou kolem 26 milionů let neznámá hvězda, která obíhá kolem našeho Slunce a v těchto obdobích vždy gravitačně způsobí přísun asteroidů a komet, které se pak se Zemí mohou srazit. Geofyzik Luis Walter Alvarez a jeho spolupracovníci spočítali, že by se muselo jednat o hnědého nebo červeného trpaslíka ve vzdálenosti asi 1,5–3 světelných let od Slunce. Dosud však žádná takto blízká hvězda nebyla nalezena a dnes se od konceptu Nemesis upouští. Pravděpodobně žádná taková temná hvězda neexistuje, a tak nejbližší hvězdou zůstává jiný červený trpaslík Proxima Centauri ve vzdálenosti 4,22 světelného roku. O Nemesis nicméně vzniklo množství románů a filmových či komiksových zpracování. Perioda v záznamech ale existuje. Podobnou je hypotéza Šiva s periodou přibližně 30 milionů let, kterou navrhl Michael Rampino. Kombinace dvou period pak má objasňovat změny ve vulkanismu a tak i vymírání.